# 卡萝尔·凯恩
卡萝尔·凯恩（英語：Carol Kane，1952年6月18日—），女，美国演员。曾获得黄金时段艾美奖喜剧类电视系列剧最佳女配角。